# Фосфид диниобия
Фосфид диниобия — неорганическое соединение металла ниобия и фосфора 
с формулой Nb2P,
тёмно-серые кристаллы,
не растворимые в воде.

## Получение
- Спекание порошкообразного ниобия и красного фосфора:

{\displaystyle {\mathsf {2Nb+P\ {\xrightarrow {T}}\ Nb_{2}P}}}

## Физические свойства
Фосфид диниобия образует тёмно-серые кристаллы
ромбической сингонии,
пространственная группа P mma,
параметры ячейки a = 1,8079 нм, b = 0,3425 нм, c = 1,3858 нм, Z = 18

.
Не растворяется в воде.